# 邓州东站
邓州东站位于中华人民共和国河南省南阳市邓州市，是郑渝高速铁路上的一座中间站，主要服务邓州市和新野县两地的居民，2019年12月1日随郑渝高速铁路郑襄段开通运营而启用。

## 车站结构
邓州东站规模为2台4线，设正线及到发线各2条，侧式站台2座。站房建筑面积约1.2万平方米，位于站场西侧，为线侧下式站房。旅客进出站形式为下进下出，并设有一条进出站地道连接站房及站台。

### 站场布局
| 西↑ |      |                                      |  |
|     | 侧式 |                                      |  |
| 1道 | 1    | 郑渝高速铁路往郑州东方向（南阳东）   |  |
| 2道 |      | 郑渝高速铁路上行正线（往郑州东方向） |  |
| 3道 |      | 郑渝高速铁路下行正线（往重庆北方向） |  |
| 4道 | 2    | 郑渝高速铁路往重庆北方向（襄阳东）   |  |
|     | 侧式 |                                      |  |
| 东↓ |      |                                      |  |

## 旅客列车目的地
截至2021年5月，邓州东站每日停靠19列旅客列车，其中8列为始发/终到列车。停靠列车目的地如下表所示：
| 列车所属路局 | 目的地                         |
| ------------ | ------------------------------ |
| 济南局集团   | 襄阳东、烟台                   |
| 武汉局集团   | 北京西、十堰东、襄阳东、郑州东 |
| 郑州局集团   | 汉口、十堰东、郑州东（含始发） |